# تیانجین
تیانجین (به چینی: 天津 به انگلیسی: Tianjin) یکی از شهرهای کشور جمهوری خلق چین است.
این شهر بزرگ، یکی از شهرهای مستقل چین است. امپراتوری آلمان این شهر بندری را در سال ۱۸۹۸ به مدت ۹۹ سال اجاره کرد که به اشغال کامل نظامی آن توسط آلمانی‌ها در سال ۱۹۰۱ انجامید اما با شکست آلمان در جنگ جهانی اول این شهر به جمهوری چین بازگردانده شد.

## جمعیت
جمعیت آن در سال ۲۰۱۰ میلادی برابر ۱۱٬۰۹۰٬۰۰۰ نفر بوده‌است. جمعیت آن با حومه ۱۴٬۷۲۲٬۰۰۰ نفر است که پس از شانگهای و پکن سومین کلانشهر بزرگ چین به حساب می‌آید. تیانجین شهری ساحلی است و در خاور کشور چین قرار گرفته‌است.

## بندر
بندر تیانجین بزرگترین بندر مصنوعی آب‌های عمیق چین است؛ ظرفیت بارگیری بالای در این محل، این بندر را به پنجمین بندر بزرگ جهان تبدیل کرده است. بندر تیانجین در منطقه اقتصادی بینهای که یک منطقه اقتصادی جدید ملی در چین است واقع شده است، بندر تیانجین، بندری برای سفرهای دریایی بین‌المللی است که مناطق وسیع همچون پکن را در بر می‌گیرد. بندر تیانجین در حمل و نقل های دریایی از چین به صورت بین المللی . به دنیا نیز نقش دارد.

## نگارخانه

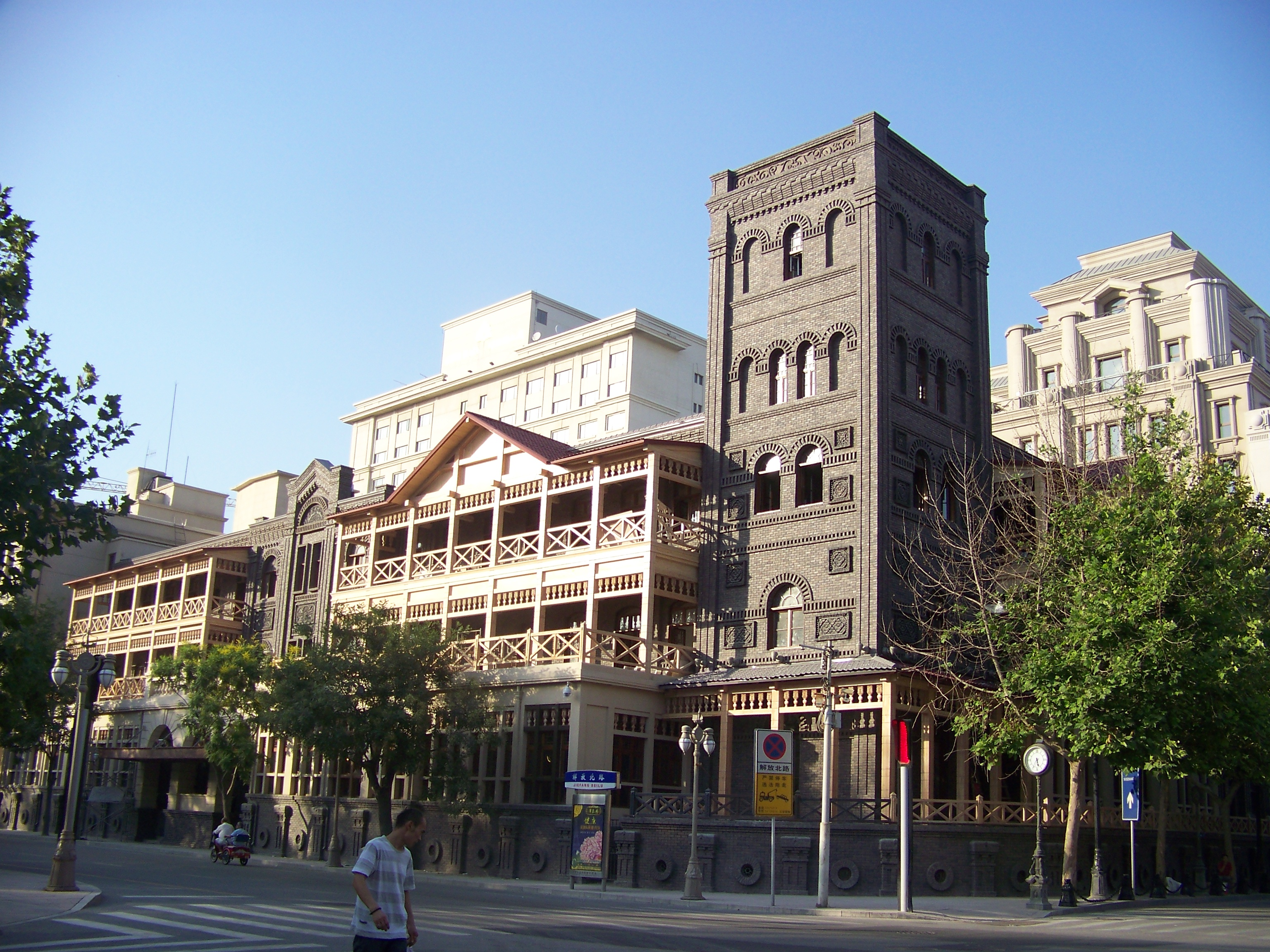
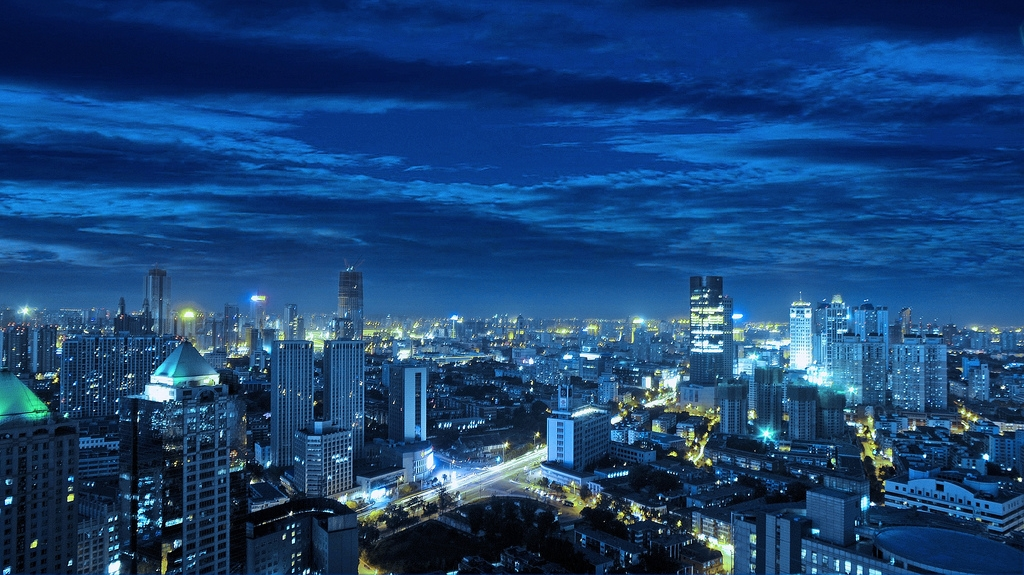
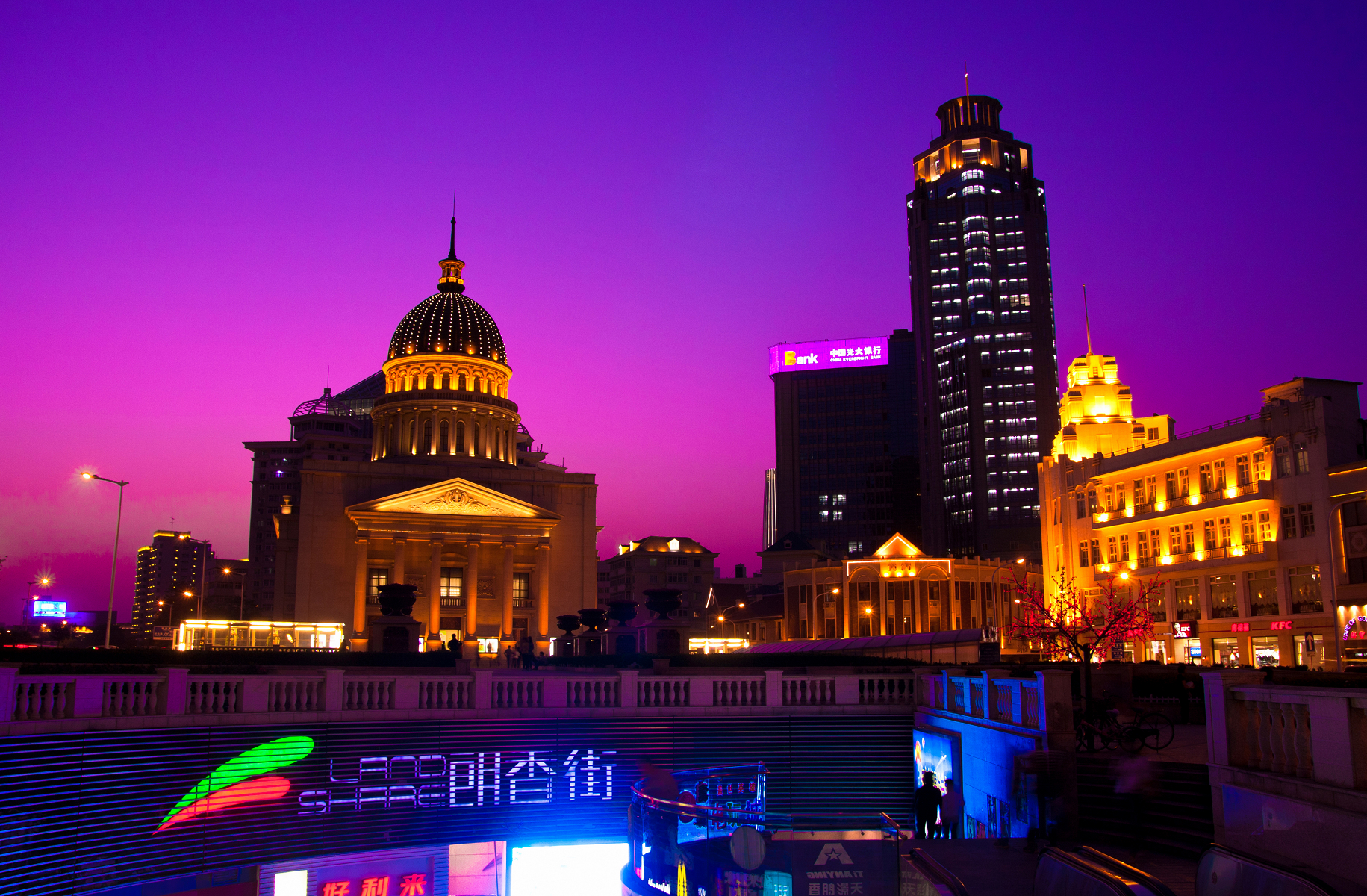
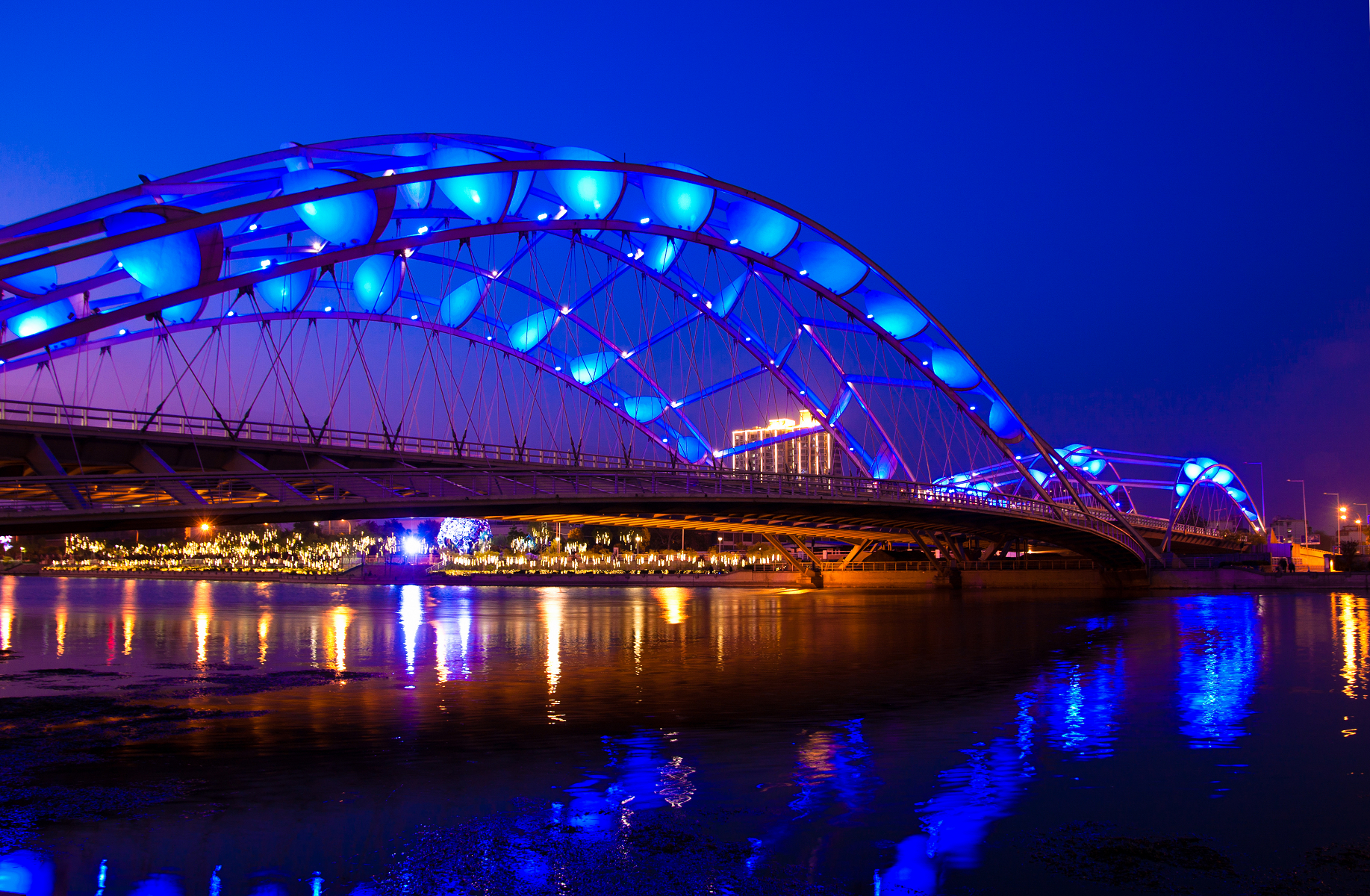